# Vindkraft på Åland

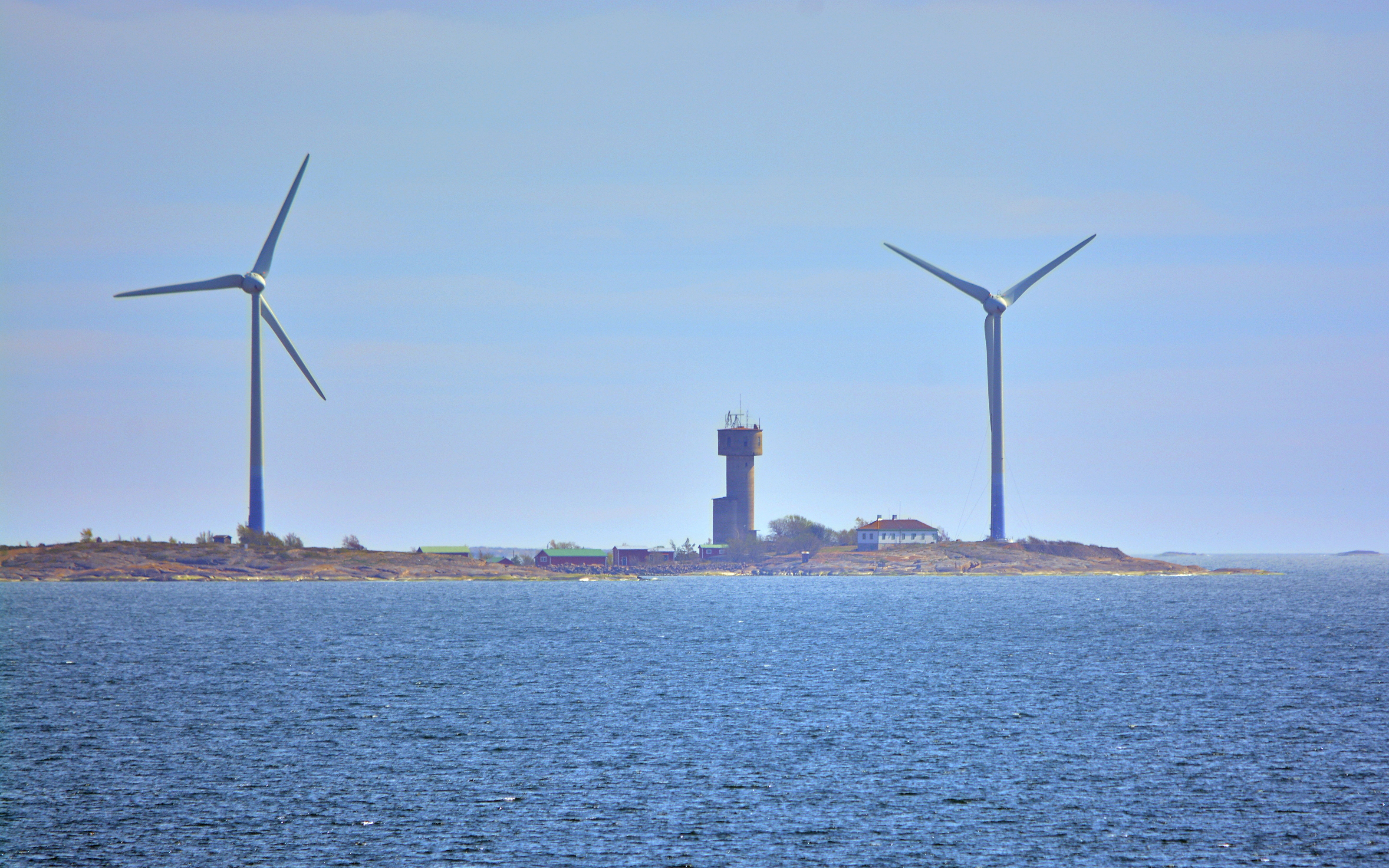
Vindkraftverk på Lemland.

På Åland finns 21 vindkraftverk. Vindenergins andel av Ålands totala elförbrukning var år 2007 13 %, år 2008 23 % och år 2011 23%. Den 12 maj 2008 var historisk. Första gången någonsin var Åland självförsörjande på elenergi och därtill exporterades el till Sverige. En likströmskabel till fasta Finland, tillåtande export, började byggas 2011 och togs ibruk 2015. Under december månad 2011 stod vindkraften för 31,48 % av Ålands totala elenergiförbrukning. 
Nedan visas mängden producerad el för de olika kraftverken under år 2011:  

| Kraftverk | Plats      | Prod. (MWh) |
| --------- | ---------- | ----------- |
| Albert    | Föglö      | 1 746       |
| Altai     | Vårdö      | 938         |
| Amalthea  | Lumparland | 1 431       |
| Anna      | Lemland    | 7 635       |
| Astrea    | Lumparland | 1 559       |
| Avenir    | Eckerö     | 404         |
| Donatus   | Lemland    | 8 065       |
| Fortuna   | Lemland    | 1 256       |
| Frans     | Lemland    | 1 129       |
| Fredrika  | Lemland    | 1 242       |
| Freja     | Lemland    | 1 130       |
| Fursten   | Finström   | 1 063       |
| Gideon    | Finström   | 1 012       |
| Konrad    | Lemland    | 7 512       |
| Leo       | Lemland    | 7 510       |
| Mika      | Kökar      | 1 443       |
| Oskar     | Sottunga   | 1 769       |
| Preciosa  | Eckerö     | 1 240       |
| Svea      | Finström   | 1 330       |
| Trefanten | Lemland    | 8 088       |
| Vinghals  | Sottunga   | ?           |
| Wendla    | Lemland    | 7 600       |

Byggare av vindkraftverk, aktörer och fakturerare för vindkraft på Åland är Ålands Vindenergi Andelslag, Leovind Ab, Ålands Vindkraft Ab, Andelslaget Ålands Skogsägarförbund, JG Vind och Ålands vindel fakturering Ab.